# 浦えりか
浦 えりか（うら えりか、1986年6月2日 - ）は、日本の女優、歌手、プロレスラー、元グラビアアイドル。夫はSEKAI NO OWARIのDJ LOVE。神奈川県出身。ファインモーション所属。以前、スターダストプロモーションに5年間在籍していた。

## 概要
青山学院中等部・高等部、青山学院女子短期大学児童教育学科卒業。
過去には本名で活動した経験があるほか、「水原鈴花（みずはらすずか）」、「高峰えりい（たかみね - ）」等の芸名を使用した事もある。アイドルユニット「わたあめ」「姫（ヒメ）」でライブ活動やDVDをリリース。
2002年、モーニング娘。の追加メンバーオーディションに応募したがビデオ審査（1次審査）落ち。
2006年、インターネット放送局GyaOの番組『はなわレコード“中野腐女子シスターズ”』にて結成した腐女子アイドルユニット「中野腐女子シスターズ」（現「中野風女シスターズ」）として月一ライブ活動を開始。
2008年、中野腐女子シスターズから派生したユニット「腐男塾」（現「風男塾」）のメンバー・青明寺 浦正（せいみょうじ うらまさ）としてCDデビュー。ユニット内でのイメージカラーは青。
2011年に発売されたゲーム「THE IDOLM@STER 2」において、モーションキャプチャーアクターを担当している。
2017年3月を以って「風男塾」を卒業した。
2018年9月20日、SEKAI NO OWARIのメンバー・DJ LOVEとの結婚を発表した。これに伴いグラビアアイドルとしての活動は卒業。2019年8月28日に第一子となる男児の出産を報告。

### プロレス
2006年8月20日、「WRESTLE EXPO 2006」にて高橋りか・松尾永遠とタッグを組みタニー・マウス、宮崎有妃と対戦。見せ場を作ったが最後は捕えられ、高橋と共に恥ずかし固めを決められ、ギブアップ負けを喫した。同年9月23日にはNEO女子プロレスの副社長の座を賭けてタニー・マウスと対戦。ここでもタニーから恥ずかし固めを決められてしまう。結局最後はグラビア固めでギブアップ負け。
2008年3月17日、SGPに入団。
2009年5月15日、全日本プロレスとのコラボイベント「腐男塾×全日本プロレス 腐ァイティングライブ 2009 勝つんだ!」にて別の顔の青明寺浦正としてVOODOO-MURDERSのメンバーと対戦した。
2011年5月5日、ブシロードレスリングでアニメキャラクター「ブラック★ロックシューター」に変身して参戦。
2013年12月1日、東京女子プロレスの旗揚げ戦に参戦。

## プロフィール
- 得意なスポーツ：水泳[1]、短距離走
- 趣味：ロードバイク[14]、読書、PC、イラスト、作詞
- 特技：琴（生田流）、和太鼓[1]
- やってみたい仕事：ロードバイク関連、舞台、バラエティー、グラビア、モーニング娘。との共演
- 好きなプロレス団体：全日本プロレス、プロレスリング・ノア、DDTプロレスリング、暗黒プロレス組織666
- 憧れのプロレスラー：ディック東郷

## 作品

### 写真集
- 芽生え（2003年5月23日、彩文館出版、撮影：平田友二） ISBN 978-4775600092 ※水原鈴花 名義

### デジタル写真集
- エンジェルコレクションVol.11 水原鈴花（2003年11月13日、電子書店パピレス）
- アイタイ! PROJECT 水原鈴花 18才（2004年8月12日、電子書店パピレス）
- 浦えりかデジタル写真集「えりかの“もろエロ”!」（2006年5月、ぶんか社）
- C-style コミケ限定発売CD-ROM写真集（コミケ当日に販売サークルが問題を起こし発売停止を宣告されたため、ほとんど売られる事はなかった。在庫は同人誌販売店等に卸されたのでコミケ「限定」とは言い難い）

### DVD
- In Flower（水原鈴花 名義）
- 豪華絢爛（姫 名義）（MVD）
- 絢爛舞踏（姫 名義）（MVD）
- ふわふわてんし（わたあめ 名義）
- 胸キュンワルキューレ（2007年4月6日、竹書房）
- ♡裏♡DVD!（2007年9月20日、QH映像）
- 浦えりか 筋肉 SEXY BODY（2008年2月5日、オルスタックピクチャーズ）
- HIPおっPIE（2008年2月22日、ビーエムドットスリー）
- うらはら（2008年5月22日、トリコ）
- 角川☆グラビエーター 浦えりかドキッ!メンタリー（2008年8月6日、角川エンタテインメント）
- ウラッ☆（2009年4月30日、ブロードネットサービス）
- うらのうら（2013年12月25日、エアーコントロール）

## 主な出演

### テレビドラマ
- 白鳥麗子でございます!（1993年1月14日 - 2月11日、フジテレビ）
- さっちゃん嘘ついてごめんね（1995年、TBS）
- 震える目（1995年、日本テレビ）
- イグアナの娘（1996年4月15日 - 6月24日、テレビ朝日）
- ファイヤーレオン（2013年4月6日 - 2014年1月4日、TOKYO MX TV） - ラ・ドール 役

### TVバラエティー
- Harajukuロンチャーズ（BS朝日）
- いつみても波瀾万丈（日本テレビ系）
- 生活達人（TBS系）
- ポンキッキーズ（フジテレビ系）
- 週刊BSデジタルマガジン（BSフジ） 水原鈴花 名義
- テン・パイ!〜どきどき大実験〜（テレビ東京） 水原鈴花 名義
- グラビアの美少女 #273（MONDO21） 水原鈴花 名義
- パジャマレンジャー（CS日本） 水原鈴花 名義
- 給与明細（テレビ東京）
- グラビアトークオーディション（フジテレビ）
- お台場お笑い道（2007年1月2日、フジテレビ） 「竹山プロレス」のコーナー 出演
- ブルブルアンタッチャブル（2007年12月14日、ABC朝日放送） - ゲスト
- 志村&鶴瓶のあぶない交遊録11（2008年1月2日、テレビ朝日）
- ありえへん∞世界（2008年10月7日、テレビ東京） 「ありえへんアイドルランキング」コーナー VTR出演
- アリケン（2008年10月25日、テレビ東京）
- 『ぷっ』すま（2009年3月24日、テレビ朝日）
  - 演技見破りバトル「本当に水着美女を撮影しているのは?」で椿姫彩菜の被写体として登場。
- カード学園（2009年10月9日 - 2010年3月26日、2010年8月24日 TBS、レギュラー）
- アイドルマンション物語（エンタ!371）
- 新知識階級 クマグス（2010年7月8日、TBS） 椅子とプロレスをする「イスドル」として出演
- ヴァンガ道（2011年12月4日 - 2012年1月29日、テレビ東京）
- ドキッ！丸ごと水着 女だらけの水泳大会（2014年6月7日、フジテレビONE）

### ラジオ
- ASIAN美少女FILE（大阪有線）

### 舞台
- オフィス★怪人社「狂恋デカダンス」（2003年10月2日 - 5日、於：下北沢 駅前劇場）
- オフィス★怪人社「太極ベイビー」（2004年4月28日 - 30日、於：シアターモリエール）
- お笑いゴッド
- オフィス★怪人社「象面ガネーシャ」（2004年12月2日 - 5日、於：シアターVアカサカ）
- オフィス★怪人社「魁!女塾」（2005年4月28日 - 5月1日、於：中野ザ・ポケット）
- X-QUEST「エロドラマ (e-drama) 〜宇宙で一番遠くて永い遠距離恋愛〜」（2007年1月13日 - 21日、於：サンモールスタジオ）
- bpm「ネバーランド☆A GO! GO!」（2007年10月13日 - 16日、於：新宿SPACE107）
- TUFF STUFF Presents「ホスピタルビルド」（2008年3月18日 - 23日、於：新宿SPACE107）
- X-QUEST「狼少女ダルマ 〜日出処の天女〜」（2008年4月2日 - 6日、於：あうるすぽっと） - 夏エリカ 役
- チョコレートガールズ2 〜チョコレートガールズVSアズキガールズ〜（2011年2月9日 - 14日、前進座劇場）
- 東日本大震災復興支援公演 新・七夕伝説「煌星★天女」（東京：2012年3月1日 - 5日、シアターグリーン / 仙台：3月16日 - 19日、せんだい演劇工房10-BOX） - 主演・レダ 役（チーム天女）/ フウリン 役（チーム煌星）[15]
- 虚ろの姫と害獣の森（2014年12月3日 - 7日、新宿村LIVE） - フィン・アルスター 役
- 魔界（2016年 - ） - 滝夜叉姫 役
  - 魔界 第69回「〜嵐を呼ぶ者 Stormbringer〜」(なかのZERO小ホール、2020年4月24日→6月以降に延期)

### 携帯サイト
- アイドルがイッパイ （アイパイ）

### 映画
- 彩愛-saiai-（2012年1月公開、M'sワールド）

### パチンコ
- 平和『CRドキッ!丸ごと水着 女だらけの水泳大会 アイドルだらけで困っちゃうング!!!』（2014年）

### インターネット
- みらい少女シェリーココ（webドラマ） - 秋山柚子 役
- 『怪人TV』インターネット放送局「あっ!とおどろく放送局」
- はなわレコード“中野腐女子シスターズ”（2006年、GyaO）
- GyaOジョッキー“B級映画のクロサワアキラ”河崎実監督のやっぱり生で気持ちがいい男（2006年、GyaO）
- GyaOジョッキー 中野腐女子シスターズの「腐ジョッキー」（2007年、GyaO）
  - 2007年2月9日、「腐女らnight」より名称変更
- アイドル好きが止まらない!!（2011年、Kawaii girl Japan）
  - レナ（バニラビーンズ）・愛川こずえ（DANCEROID）と共に参加

## ユニット活動

### 姫
- 結成日 2005年4月1日
- 結成メンバー 日生彩音、浦絵理香、川村舞子、瀬名美早
- 1st DVDメンバー 日生彩音、浦絵理香、川村舞子、瀬名美早
- 2nd DVDメンバー 浦えりか、瀬名美早、富澤恵理、藤沢琳央
- 1st DVD 豪華絢爛
- 2nd DVD 絢爛舞踏

### わたあめ
- 結成日 2005年6月25日
- メンバー 浦えりか、富澤恵理
- 旧ユニット名 double-E DVDを発売するにあたってユニット名を変更。
- 1st DVD ふわふわてんし

### 風男塾
- 青明寺浦正（せいみょうじ うらまさ）≒浦えりか